# Bang Rak Phatthana
Bang Rak Phatthana (tiếng Thái: บางรักพัฒนา, phát âm [bāːŋ rák pʰát.tʰā.nāː]) là một trong tám phó huyện (tambon) của huyện Bang Bua Thong, ở tỉnh Nonthaburi, Thái Lan. Phó quận xung quanh (theo chiều kim đồng hồ) là Phimon Rat, Om Kret, Bang Rak Noi, Bang Rak Yai, Sao Thong Hin, Bang Mae Nang và Bang Khu Rat. Vào năm 2020 tổng dân số ở đây là 73.369 người.

## Phân cấp hành chính

### Hành chính trung tâm
Phó huyện được chia thành 15 làng (muban).
| No. | Tên                                                           | Tiếng Thái                                 |
| --- | ------------------------------------------------------------- | ------------------------------------------ |
| 01. | Ban Nong Bua                                                  | บ้านหนองบัว                                  |
| 02. | Ban Khlong Bang Phraek                                        | บ้านคลองบางแพรก                             |
| 03. | Ban Khlong Nio Khom (Ban Nio Khom)                            | บ้านคลองนิ้วค่อม (บ้านนิ้วค่อม)                    |
| 04. | Ban Bang Phraek (Ban Khlong Bang Phraek)                      | บ้านบางแพรก (บ้านคลองบางแพรก)                |
| 05. | Ban Khlong Bang Phai (Ban Bang Phai)                          | บ้านคลองบางไผ่ (บ้านบางไผ่)                    |
| 06. | Ban Sano Loi (Ban Ao Krathon)                                 | บ้านโสนลอย (บ้านอ่าวกระท้อน)                   |
| 07. | Ban Lat Pla Duk (Ban Plai Khlong Bang Phai)                   | บ้านลาดปลาดุก (บ้านปลายคลองบางไผ่)             |
| 08. | Ban Khlong Wat Lat Pla Duk                                    | บ้านคลองวัดลาดปลาดุก                          |
| 09. | Ban Ubon Kan                                                  | บ้านอุบลกาญจน์                                |
| 10. | Ban Bua Thong                                                 | บ้านบัวทอง                                   |
| 11. | Ban Plai Khlong Bang Phraek (Ban Khlong Bang Phraek Ton Plai) | บ้านปลายคลองบางแพรก (บ้านคลองบางแพรกตอนปลาย) |
| 12. | Ban Rattanathibet (Ban Rattanaphirom)                         | บ้านรัตนาธิเบศร์ (บ้านรัตนาภิรมย์)                 |
| 13. | Ban Udom Buri                                                 | บ้านอุดมบุรี                                   |
| 14. | Ban Kritsada                                                  | บ้านกฤษดา                                   |
| 15. | Ban Rung Rueang                                               | บ้านรุ่งเรือง                                  |

### Hành chính địa phương
hu vực phó huyện được chia thành hai tổ chức hành chính địa phương.
- Phó huyện Bang Rak Phatthana (tiếng Thái: เทศบาลเมืองบางรักพัฒนา)
- Phó huyện Bang Bua Thong (tiếng Thái: เทศบาลเมืองบางบัวทอง)